# Berufsschulzentrum (Hannover)
Das Berufsschulzentrum oder auch BBS-Campus in Hannover ist der größte Standort von Berufsschulen (BBS) in Niedersachsen. Der denkmalgeschützte Gebäudekomplex aus den 1950er Jahren am Waterlooplatz dient der Ausbildung von rund 10000 Schülern in den vier Ausbildungsstätten BBS 2, 3 und BBS-ME und Hannah-Arendt-Schule (für Verwaltungsberufe).

## Geschichte

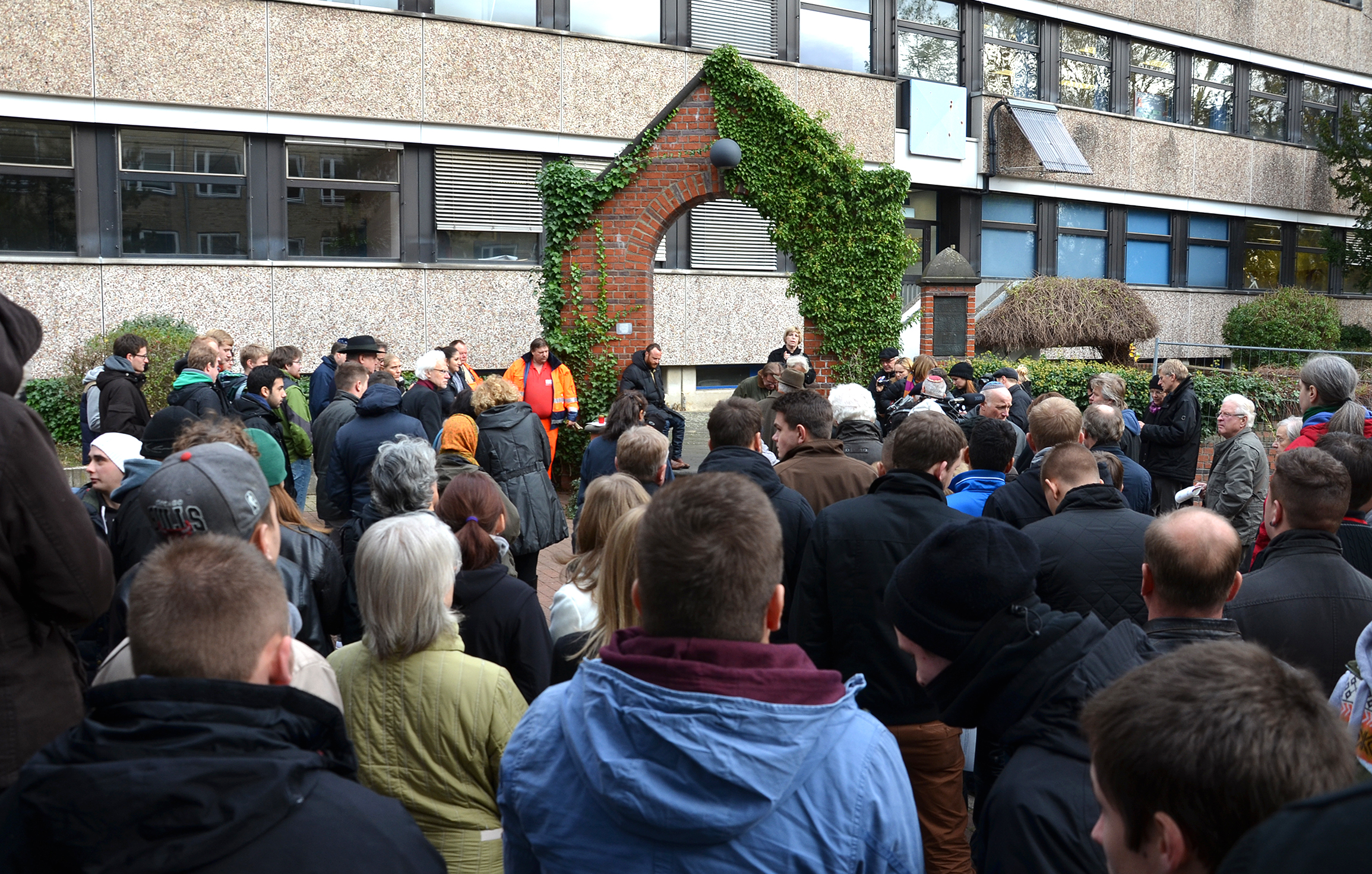
2013: Lehrer und Schüler des BBS-Campus während der Verlegung der sieben Stolpersteine der Familie von Israel Alter vor dem Mahnmal zur Erinnerung an jüdisches Leben in der Ohestraße

Das Bauensemble wurde von 1952 bis 1953 im Stil der Nachkriegsmoderne der fünfziger Jahre errichtet „mit den typischen Einflüssen der damaligen skandinavischen Architektur“ anfangs nur für die BBS 2 und BBS 3. Die Schulgebäude gründeten zunächst auf Frankiphälen.
Standort war das Gelände eines ehemaligen Gewerbe-, Kasernen- und Wohngebietes. Zuvor hatte sich hier ein jüdisches Gemeindezentrum gebildet, das zur Zeit des Nationalsozialismus in den Jahren 1941 und 1942 als sogenanntes „Judenhaus“ zur gewaltsamen Einpferchung von rund 350 Menschen missbraucht wurde. Die so Entrechteten wurden von hier aus in das Vernichtungslager KZ Riga sowie in das KZ Theresienstadt deportiert.
In den 1970er Jahren wurde das ehemalige jüdische Gemeindezentrum in der Ohestraße abgerissen. und mit dem Fertigstellung der BBS 3 im Jahr 1976 durch die Architekten Sigrid und Walter Kleine (heute: Kleine + Assoziierte Architekten und Stadtplaner) das Berufschulzentrum zum damaligen Zeitpunkt vollendet.
Vor der BBS 3 dient jedoch der dann rekonstruierte Haustürbogen an der ursprünglichen Stelle des ehemaligen Gemeindezentrums als Mahnmal zur Erinnerung an jüdisches Leben in der Ohestraße.
Nach Abnutzungen und baulichen Veränderung wurden die denkmalgeschützten Gebäude in den Jahren von 2009 bis 2011 durch die Architektengemeinschaft KSW Architekten + Stadtplaner im Sinne der Denkmalpflege generalsaniert, aber auch durch neue technische Elemente ergänzt. So wurden etwa neue Akustikdecken eingebaut, die Beleuchtungsanlage lernförderlich erneuert, Wärmerückgewinnung integriert und die WC-Anlagen behindertengerecht umgebaut.